# پابلو ناواس
پابلو ناواس (انگلیسی: Pablo Navas؛ زادهٔ ۴ فوریهٔ ۱۹۹۲) بازیکن فوتبال اهل اسپانیا است.